# Филип Милетић
Филип Милетић (Београд, 1981) српски је композитор, музички продуцент и магистар клавира.
Клавир свира од своје 5. године. Завршио је Факултет музичке уметности у Београду. Јавности постаје познат 2007. године, када је песма Аспирин Секе Алексић, за коју пише музику и текст заједно са Милошем Рогановићем, постала хит, по овој песми добијају надимак Аспиринци. Сарађивао је са Лепом Бреном, Наташом Беквалац, Тањом Савић, Северином, Аном Николић итд.
Био је у дугогодишњој вези са певачицом Аном Бебић.